# Лисенко Наталія Андріанівна
Лисенко Наталія Андріанівна (Андріївна) (10 серпня 1884 (або 1886), Миколаїв, Україна — †7 жовтня 1969, (або 7 січня 1969) Париж, Франція) — українська та французька акторка німого кіно, небога Миколи Лисенка, донька Андрія Лисенка, сестра Юрія Лисенка.

## Життєпис
Народилась у Миколаєві в родині лікаря Андрія Віталійовича Лисенка.
Сценічну діяльність розпочала в українському аматорському театрі в Знам'янці (роль Катрі у виставі «Не судилось» М. Старицького).
З 1901 року грала в МХТ, закінчила студію 1904 року; також грала Театрі Корша (Москва).
У 1909—1912 рр. грала в Києві в Театрі «Соловцов» (нині Національний академічний драматичний театр імені Лесі Українки).
З 1915 року знімалася в кіно, ролі у фільмах «Гріх», «Сатана торжествуючий», «Без вини винні».
1920 року разом з своїм чоловіком, актором І. Мозжухіним еміґрувала до Франції, де активно знімалася у кіно (фільми: «Минають тіні», «Дитя карнавалу», «Кін» та ін).
Загалом знялася у 40 фільмах.
Померла 7 жовтня 1969 року в Парижі, похована на кладовищі Сент-Женев'єва-де-Буа.

## Ролі в кіно
- 1915 — «Катюша Маслова», за романом Л. Толстого «Воскресение» (Росія).
- 1916 — «Без вини винні» (Росія).
- 1918 — «Отець Сергій» (Росія).
- 1927 — Казанова // Casanova (Франція).
- 1928 — Любовні пригоди Распутіна, нім. Rasputins Liebesabenteuer (Німеччина) — Пані Татаринова // Frau Tatarinoff.